# Superantigène
Les superantigènes sont des toxines de nature protéique. Le terme superantigène a été adopté en 1989 pour décrire la capacité de ces toxines à stimuler un grand nombre de lymphocytes T.
Les superantigènes se lient simultanément à la chaîne β du domaine variable (Vβ) d’un récepteur des cellules T via la région hypervariable CDR4 (Complementarity-determining region 4) et à une molécule du CMH II (complexe majeur d’histocompatibilité de classe II). L’interaction forcée qui s’établit entre la cellule présentatrice d’antigène portant le CMH et les lymphocytes T dont le récepteur des cellules T porte ce segment Vβ provoque une stimulation polyclonale de ces lymphocytes T, indépendamment de leur spécificité pour l’antigène peptidique présenté.

## Différentes classes de superantigènes

### Superantigènes viraux
Ce sont des toxines protéiques d’origine virale.
Cette classe comprend :
- Antigène M1s codé par un gène du rétrovirus de tumeur mammaire[1]
- Protéine de nucléocapside du virus de la rage
- Superantigènes associés au virus d’Epstein-Barr

### Toxines Pyrogéniques (PTSAgs)
- Toxine-1 du syndrome du choc toxique (TSST-1)

Elles sont produites par les staphylocoques, en particulier Staphylococcus aureus,.
Leurs actions portent sur le tube digestif, par l’intermédiaire du système nerveux.
- Les entérotoxines staphylococciques

Elles sont au nombre de cinq : A, B, C, D, et E à l’origine d’intoxications alimentaires à Staphylococcus aureus,. Ce sont des exoprotéines. Les entérotoxines staphylococciques A et B traversent la barrière intestinale et activent une réponse immunitaire locale et systémique au cours de laquelle des médiateurs inflammatoires solubles sont produits; ces médiateurs sont responsables des symptômes.
Elles sont très stables, et résistent à la plupart des enzymes protéolytiques. Elles gardent ainsi leur activité après ingestion d’aliments contaminés, dans le tube digestif.
- Les toxines érythrogènes

Elles sont produites par Streptococcus Pyogenes et sont à l’origine de la scarlatine.
Ces toxines correspondent aux trois exotoxines SPE A, B, et C.
Elles ont une forte action nécrosante locale sur les tissus. SPEA et SPEB peuvent aussi provoquer
choc toxique streptococcique pratiquement « irrécupérable » en réanimation et donc très fortement mortel.

### Autres superantigènes bactériens
- Toxine staphylococcique exfoliative[3]
- Mitogène de Mycoplasma arthritidis[7]
- Mitogène dérivé de Yersinia pseudotuberculosis[7]
- Protéine M streptococcique

## Mode d'action

### Activation des lymphocytes T par unantigèneconventionnel

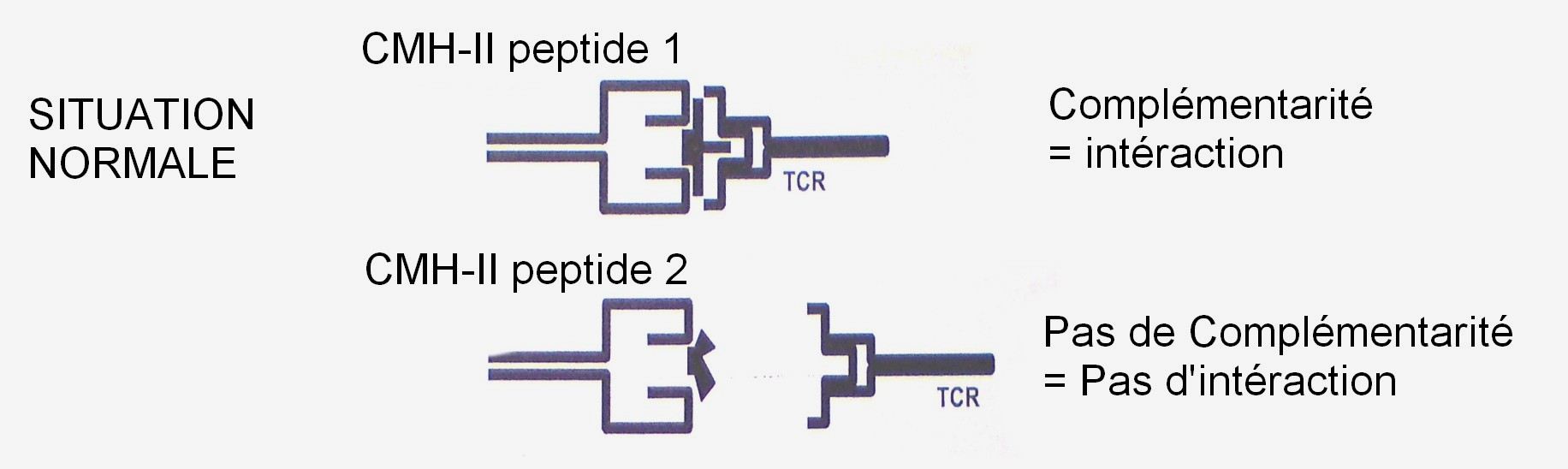
Activation des lymphocytes T par un antigène conventionnel

L'activation des lymphocytes T débute par la présentation d'un peptide antigénique sur le complexe majeur d'histocompatibilité de classe II (CMH II) en surface d’une cellule présentatrice d’antigène (CPAg). Le complexe CMH/peptide est reconnu par le récepteur de surface des lymphocytes T, le récepteur des cellules T : ainsi, seuls les lymphocytes T spécifiques de l'antigène peptidique sont activés.

### Activation polyclonale des lymphocytes T par un superantigène

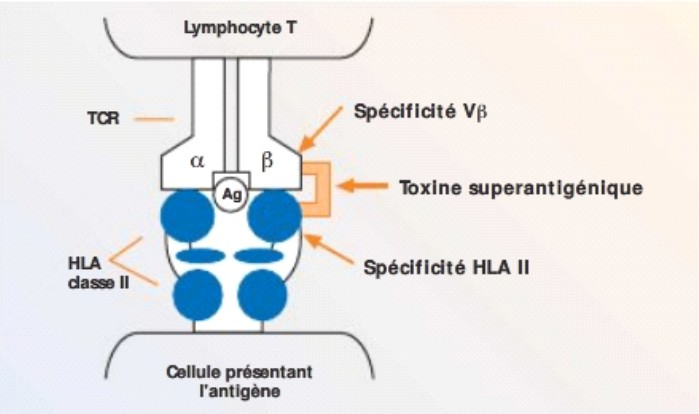
Activation polyclonale des lymphocyte T par un superantigène

Un superantigène provoque l'activation massive des lymphocytes T de façon non spécifique d’un
antigène. Les toxines se lient aux protéines du CMH de classe II des CPAg indépendamment du peptide associé à ces molécules. Elles se lient aussi à la région Vβ du récepteur des cellules T (principalement des T CD4+) en dehors du contact entre le peptide et la molécule de classe II. Les superantigènes ont donc
une double spécificité mais celle-ci varie en fonction de la nature de la toxine superantigénique et
selon les allèles des molécules de classe II.
L’interaction est forcée quel que soit le peptide présenté.
La présence d'une quantité infime de superantigène dans la circulation provoque rapidement une augmentation des concentrations en cytokines IL-2, THNf-alpha, IFN-gamma, jusqu'à des niveaux toxiques.

## Exemples de superantigènes et pathologies associées

### Syndrome du choc toxique
Cette maladie est causée par un superantigène produit par Staphyloccocus Aureus. Il sécrète
plusieurs toxines qui ont pour cibles les membranes cellulaires. Les toxines concernées sont les
entérotoxines et TSST-1.

### Maladie de Kawasaki
Cette maladie est possiblement causée par un superantigène. Il
s’agit d’une vascularite systémique touchant les artères coronaires.
La fixation d’une exotoxine pyrogénique est à l’origine d’un relargage massif de médiateurs
endogènes.

### Nucléocapside du virus de la rage
La nucléocapside (NC) du virus de la rage est un superantigène qui active les lymphocytes T-Vβ
de classe 8 chez l'homme.
Elle stimule les lymphocytes TCD4+. Ceci engendre la sécrétion massive de molécules
inflammatoires ainsi qu'une coopération des Th2 avec les lymphocytes B induisant une réponse
anticorps.

### Souris: Antigène M1s codé par un gène du rétrovirus de tumeur mammaire[1]
L'activation des cellules T par ce superantigène amène une prolifération et une activation
Massive de ces cellules ainsi que la sécrétion de cytokines dont :
- le Tumor Necrosis Factor (TNF) ;
- les interleukines 1 et 2 (IL-1 et IL-2) ;
- l'interféron γ

## Utilisation en laboratoire

### Activation des lymphocytes T in vitro
Les superantigènes sont utilisés pour forcer l’activation des lymphocytes T in vitro par les cellules présentatrices d’antigènes, et ce de manière indépendante de l’interaction entre le complexe CMH+peptique et le récepteur des cellules T.
Ils permettent l’étude des lymphocytes T activés et des synapses immunologiques.

### Précautions à prendre
L’usage des superantigènes est restreint aux laboratoires.
Il est strictement déconseillé de les utiliser comme drogue, produits ménagers, ou tout autre usage non encadré et surveillé dans un laboratoire.
Les superantigènes n’étant pas des molécules stables, il est nécessaire de les stocker à une température qui leur est propre. Pour ce faire, se référer à leur notice d’utilisation.